# The Homecoming of Beorhtnoth Beorhthelm's Son
The Homecoming of Beorhtnoth Beorhthelm's Son és el títol d'una obra de l'autor J. R. R. Tolkien publicada, originalment, el 1953 al 6è volum de la revista acadèmica Essays and Studies by Members of the English Association, i posteriorment tornada a publicar, el 1966, a The Tolkien Reader. És una obra de ficció històrica, inspirada en el poema en anglès antic The Battle of Maldon. Està escrita en forma de vers al·literatiu, però també és una obra de teatre, essent principalment un diàleg entre dos personatges just després de la batalla de Maldon. L'obra anava acompanyada de dos assajos, també de Tolkien, situats abans i després de l'obra principal.
L'obra, tal com va quedar publicada, presentava la següent estructura:
- "The Death of Beorhtnoth" - assaig introductori sobre la batalla i l'antic fragment en anglès antic que va inspirar a Tolkien.
- The Homecoming of Beorhtnoth Beorhthelm's Son - l'obra pròpiament dita.
- "Ofermod" - un assaig sobre l'obra principal, discutint el significat de la paraula en anglès antic ofermod "verconfidence, foolhardiness; excessiva confiança, engany".

## Discussió crítica sobre l'obra
Els crítics literaris, en general, estan d'acord que "Homecoming" és una crítica de Tolkien al ethos heroic. Per exemple, utilitzant borradors originals de Tolkien de l'obra, Thomas Honegger mostra que Tolkien estava preocupat especialment per no mostrar l'orgull de Beorhtnoth des d'un punt de vista completament negatiu. George Clark també puntualitza que el treball de Tolkien, reescrivint The Battle of Maldon, castiga específicament a Beorhtnoth pel seu orgull, i critica en general els ideals heroics anglosaxons que cerquen la fama i la riquesa material (41). Partint d'una posició similar, Tom Shippey exposa que la condemna de Tolkien de Beorhtnoth a "Homecoming" és un "acte de parricidi" contra els estàndards de la literatura de l'anglès antic, en el qual "ha d'agafar l'esperit heroic del nord i sacrificar-lo" (337).
Prenent un punt de vista més matisat, Mary R. Bowman assegura que Tolkien "rehabilita" l'esperit heroic nòrdic, en lloc de simplement "rebutjar-lo" (92). Recorda la pròpia metàfora de Tolkien de l'esperit nòrdic heroic com un "aliat" impur, compost per una combinació de bravura i auto-sacrifici pel bé dels altres (l'or) i una cerca egoista i imprudent de fama i riqueses (el metall de base). Segons Bowman, Tolkien estava interessat en refinar l'antic codi heroic, separant i cremant el punt de vista egoista i destructiu, així com l'orgull excessiu, però retenint l'or del coratge.
Els acadèmics també han discutit la influència del "Homecoming" en el món fictíci de Tolkien de la Terra Mitjana. George Clark exposa que les idees de Tolkien sobre un esperit nòrdic heroic es manifesten a El Senyor dels Anells a través del personatge d'en Sam Gamgí, en la seva devoció ferma cap en Frodo; així, Sam seria el "veritable heroi", una espècia d'anti-Beorhtnoth. En la mateixa línia, Bowman assegura que tant Sam com Bilbo posseeixen la mateixa línia d'heroisme refinat que creu que Tolkien està forjant a "Homecoming". Altres acadèmics han mostrat casos similars; per exemple, Alexander Bruce exposa que el sacrifici de Gàndalf davant del Bàlrog a Mòria serveix de correcció, per Tolkien, de l'error tàctic de Beorhtnoth, i Lynn Forest-Hill veu a Beorhtnoth en el personatge de Bóromir.